# مختبر الشرطة
مُخْتَبر الشرطة أو المختبر الجنائي هو مختبرٌ يقوم فيه المختصون بتحليل ، وتفسير الدلائلِ (العينات والآثار البيولوجية) المتصلةِ بجريمة ما. فعلى سبيل المثال، يمكن أن تتجانس شظايا زجاج ما مع شظايا زجاج محطم ،أو يتجانس مسدس وجد مع المتهم مع رصاصة وجدت في مسرح الجريمة، كما أن شكل بقع الدم الموجودة قرب الجثة يُمْكن أن يُساعِد على معرفة كيفية ارتكاب جريمة القتل. أما الأدلّة الأخرى فتشْمل الوثائق و المخدرات و العقاقير والألياف و بصمات الأصابع والشعر والنفايات. وعادة مايكون الشرطة والمباحث الجنائية ذات الحجمِ الكبيرِ مختبراتٌ خاصّةٌ بها.
وتُسمَّى العملية التي تستخدمُ الأسلوبَ العلميَّ في الكشفِ عن الجرائمِ علم الأدلة القضائية. والشخصُ الذي يقومُ بمهمّة فحصِ الأدلّة الجنائية في مختبر الشرطة يُطْلَقُ عليه عالم الأدلة القضائية.
يشتمل علمُ الأدلة القضائية على تخصصات مثل التحليل النفسي القضائيّ، وعلم السموم القضائي وعلم الأمراض القضائي (تخصص معرفة طبيعة الأمراض وآثارها خصوصاً بعد موت الأفراد). ويفْحَصُ متخصصُ التحليل النفسي المتهمين لتحديد مدى رُشْدِهم وسلامتهم العقلية؛ ويقومُ أخصائي علم السموم بتتبع سير العقاقير والسُّموم في خلايا الجسم وتحديدِ تأثيرها. ويمارسُ المتخصص في علم الأمراض مهمَّة فحصِ جثثِ الضحايا بعد الوفاةِ للتعرُّفِ على أسبابِ الوفاة.

## كيف يتمُّ التعاملُ مع الأدلة
يحفظ متخصصو علم الأدلة القضائية والمحققون الآخرون، كل القرائن والشواهد، وذلك عن طريق إجراء أمني يطلق عليه سلسلة الأدلة. وهذا يتضمن المحافظة على بيان لكل شخص يتعامل مع حلقة الأدلة، ابتداء بمسرح الجريمة، وانتهاء بتقديم الدليل للمحكمة. أما إذا تُرِكَ أحدُ الأدلة بدون حماية خلال هذه المدة، فإنه يُمْكِنُ 
للـ قاضي أن يَرفُض قبوله في المحكمة.
وتوجد ثلاثُ خطوات في التعامُلِ مع الأدلَّة:
1- تجميع الأدلة في مسرح الجريمة
2- تحليلُ الأدلة في المختبر
3- تقديم الدليلِ للمحكمة

## تجميع الأدلة
تُجمعُ الأدلّةُ في مُعْظمِ الجرائمِ إمَا بوساطة رجال الشرطة أو المختصيّن المتعاونين مع مختبرِ الشرطة. ولكن بالنسبة للجرائم الخطيرة مثل السطو على البنوك، وجرائم القتل، فإن علماء الأدلة يحضُرون بأنفسهم في مسرح الجريمة، حيث يقومون بتجميع الأدلة ويحاولون إعادة تمثيل الجريمة كما حدثت إن أمكن ذلك. تقومُ الشرطة بعد ذلك بتجميد مسرح الجريمة حيث لاتسمح بأي تغيير فيه، كما لاتسمح بالدخول إلى المنطقة لغير الأشخاص المصرّح لهم.
يبدأ محققو الشرطة تصوير مسرح الجريمة من عدّة زوايا لتحديد موقع الأدلّة ثم يقوم الرسامُ التابعُ للشرطة أو المحقق برسم مخطط لمسرح الجريمة، حيث يوضح الوضع الصحيح لكل جزء من الأدلّة، وذلك بالاعتماد على مقياس دقيق. بعد ذلك يتم جمعُ الأدلة. يستخدم المحققون عدة طرق لجمع الأدلة. وإحدى هذه الطرق المستخدمة هي الكشفُ عن بصمات الأصابع، حيث ينثر المختصُّ في البداية مسحوق البودرة على السطح الذي يُشتبه في وجود بصمات عليه فتلتصق البودرة بالزيوت التي تتركها الأصابع على السطح، تُصور بعد ذلك البصمات وتُنقل من السطح الخارجي عن طريق شريط لاصق يعمل على تحويل البصمة إلى الورقة التي تُشكل وثيقة دائمةً بعد ذلك. أما بصماتُ الأصابع في الدم أو في الزيت أو في مادة مرئية فتُصوّر مباشرة. 
وللمحافظة على العلاماتِ الأخرى مثل بصمات الأرجل وآثار إطارات السيارات يقوم المحققون بتصويرها أولاً ثم يشكّلون مجسَّماً للعلامات من الجصّ الباريسيّ.
وفي بعض الأحيان يستخدم المحققون أدوات خاصةً لتجميع الأدلة، منها على سبيل المثال وعاء بلاستيك يسمى قانصة المكنسة يُثَبّتُ في نهايةِ خُرطومِ المكنسة الكهربائيّة ويقومُ بتجميعِ الأجسام الدقيقة جداً التي تُسمى أثر الدليل وتشمل نسيجاً عضليًا أو شعراً أو رملاً أو شريحة خشبية أو أجزاء صغيرة من الزجاج والطلاء. وتجمع أيضاً الأدلةُ الأكبرُ حجماً مثل الرصاص والسلاح الناريّ الصغير. وإذا كان الدم والبقع السائلة من الجسم في أشياء غير قابلة للنقل تؤخذ منها عينات ثم يقوم المحققون بوضع رقعة على كل جزء في الدليل.
وهذه الرقاع لاتساعد فقط على معرفة كلّ دليل وإنمّا تساعدُ كذلك على فَصْل دليلِ جريمة عن غيرها.
البصمات تُعدُّ غالبًا من المصادر المهمة للأدلة الجنائية. تحتفظ الشرطة بمجموعات عديدة من البصمات. ويُستخدم الجهاز الرقمي اليدوي ، لتحويل بصمات الأصابع إلى أرقام يتم إدخالها في الحاسوب.

## تحليل الأدلة
تستخدم مختبراتُ الشرطةِ عدةَ أساليب عملية لمعرفةِ أو تحليل الأدّلة. وتشملُ هذه الأساليبُ العملية الفحص المجهريّ والمعالجات الكيميائية واستخدام بعض الأدوات والوسائل الخاصة. وعادة ما يكون لدى مختبرات الشرطة عدة أنواع من المجاهر. فمجهر مقارنة الطلقات مثلاً يُستخدم لمقارنة نوعين من الطلقات أو أكثر. كما يُستخدم أيضاً لفحص العلامات وتحديد أصلها. 
ويُحدد العلماءُ المعادن والعقاقير عن طريق المجهر الاستقطابي الذي يُكبِّر المكونات البلوريةَ لكل مادة. ويستخدم المجهر التجسيمي الثنائي العدسة لتقصي وفرْز الشواهد وكذلك لفحص كتابة اليد والطباعة وعينات الطلاء.
ويمكن مطابقة كتابة اليدِ بوساطة خبير الخطوط حيث يحدد صاحبُ الكتابة في حالة وجود نسخةٌ موجودةٌ من الخط الأصليّ. ويمكن أيضًا اكتشاف التوقيعات المزوَّرةِ، ولكن ليس بالإمكان في كل الأحوال تعيينُ الشخص الذي قام بعملية التزوير. وفي بعض الأحيان يمكن أن تعرف طباعة الآلة الكاتبة عن طريق الحروف المطبوعة بصورة مشوّهة. كما يستخدم العلماء المواد الكيميائية لمطابقة الأدّلة المحطمة. فمثلاً يستخدمون الحمض لإعادة جزء من الأرقام المتسلسلة لبعض الممتلكات المفقودة. كذلك يستخدمون المواد الكيميائية لتحديد سبب الانفجار أو الحريق، حيث تَكْشفُ هذه الكيميائيات آثار المواد القابلة للاشتعال مثل البترول والبرافين فيما تبقى من المواد المحترقة؛ كما تُستخدمُ المواد الكيميائية للتعرف على عينات الدم وسوائل الجسم. كما يمكن التعرّفُ على الأفراد ليس فقط من خلالِ فصائلِ الدم، ولكن عن طريق التفاعلات الكيميائية في خلايا الجسم لكل فرد.
ومنذ منتصف القرن العشرين استُخدِمَت عدةُ وسائل في مختبرات الشرطة تشمل الفوتومتر الطيفي (السبكتروفوتومتر). وهو جهاز يسجل إشعاعات الضوء والحرارة التي لايمكن رؤيتها بالعين المجرّدة، حيث توضح نَوْعَ الإشعاع حينما يصطدم بهدف. وهذا يساعد الشرطة في الكشف عن التزوير في المستندات، وذلك عن طريقِ مقارنة الإشعاعِ بالحبرِ. وأما جهاز الفصل الكروماتوغرافي الغازي أو راسم الاستشراب الغازي، فهو جهاز يَفْرز ويفصل مكوناتِ المادّة، وبذلك يتمكن الباحثون من قياس كلّ من تلك المكونات. وهذه الطريقة تُستخدَم في تقدير كميّة الكحول في دم الشخص.
ومن أحدث الطرق العلمية المستخدمة في تحليل الأدلة تشخيص الهوّية عن طريق د.ن.أ (الحمض النووي الريبي منقوص الأكسجين) الذي يسمى بصمة ¸د.ن.أ·. ففي هذه الطريقة يقوم المحققون بالتعّرف على الشخص الذي تتعلق به العينات الجسمية مثل الدّم أو الشعر أو المني ، وذلك عن طريق تحليل د.ن.أ فيها. وهو عنصر وراثي موجودٌ في جميع خلايا الجسم. 

## تقديم الأدلة للمحكمة
علماء الأدلة القضائية هم المسؤولون عن شرح أهمية الأدلة، وعادة ً يقدِّمون ماتوصَّلوا إليه في شكل تقاريرَ مكتوبة. وفي بعض الأحيان يقدّمون الأدلة للمحكمة، ولذا يٌُسمَّون الشهود الخبراء، بسبب تدريبهم وخبرتهم. وتسمح المحاكم للشهود بتقديم الحقائق فقط. ولكن الشهود الخبراء يُسمح لهم أيضاً بإبداء آرائهم في القضية بناءً على الأدلة الموجودة. فهُم في معظم الحالات يعملون شهودًا للـ مدعي العام.

## نبذة تاريخية
من أوائل مختبرات الشرطة المختبر الذي أسس عام 1910 م في ليون 
بـ فرنسا بوساطة طبيب يسمى الدكتور إدمون لوكارد، الذي ساعد على اكتشاف عدة طرق علمية للتحقيق في الجرائم.
طور الإحصائي الفرنسي ألفونس برتلن طريقة لمعرفة الأفراد على أساس مقاييس أجسامهم. وهذه الطريقة تُسمَّى نظام برتيلون حيث استخدمت لأول مرة عام 1879 وبعد ذلك انتشرت في جميع أرجاء العالم.
اخترع السير وليم هيرشيل، وهو موظف بريطاني في إدارة مستعمرة الهند في أواخر القرن التاسع عشر، طريقة عملية لمطابقة بصمات الأصابع. يعتقد المؤرخون أن الفضل يعود للسير فرانسيس جالتون العالم البريطاني في تطوير طريقة هيرشيل إلى طريقة حديثة لمطابقة بصمات الأصابع، وذلك في ثمانينيات القرن التاسع عشر الميلادي  وفي أواخر العقد الأول من القرن العشرين حلت البصمة محل نظام برتيلون كليًا كطريقة دقيقة للكشف عن الهوية.
ولعل القاضي النمساوي، هانز جروس، هو الذي استحدث مصطلح التحليل الجنائي؛ ففي كتابه التحقيق الجنائي (1893 م) أعلن جروس أن علم الجريمة يجب أن يَستخدِم طريقةً منتظمة للتحرِّي عن الجرائم وتحليل الأدلة.